# Wereldkampioenschappen schaatsen sprint 2022
De 52e wereldkampioenschappen schaatsen sprint 2022 werden op donderdag 3 en vrijdag 4 maart verreden in het ijsstadion Vikingskipet in Hamar, Noorwegen. De kampioenschappen zijn georganiseerd door de Internationale Schaatsunie (ISU). Het was de tweede keer dat het WK Sprint wordt verreden in combinatie met het WK allround en de eerste keer dat het gecombineerd werd met het WK teamsprint. Het WK allround vond aansluitend op het WK sprint, plaats op zaterdag 5 en zondag 6 maart. Op zaterdag was ook de teamsprint.

## Toewijzing
De volgende plaatsen/ijsbanen hebben een bid ingediend om het WK allround/sprint 2022 te mogen organiseren:
| Land             | Plaats              | IJsbaan                       | Capaciteit |
| ---------------- | ------------------- | ----------------------------- | ---------- |
| Duitsland        | Berlijn             | Sportforum Hohenschönhausen   | 6.500      |
| Noorwegen        | Hamar               | Vikingskipet                  | 9.180      |
| Polen            | Tomaszów Mazowiecki | Ice Arena Tomaszów Mazowiecki | 2.595      |
| Verenigde Staten | Salt Lake City      | Utah Olympic Oval             | 4.000      |

Op 15 juni 2019 heeft de ISU bekendgemaakt dat het WK allround/sprint 2022 is toegewezen aan Hamar, Noorwegen.

## Sancties
De ISU heeft na de in februari 2022 gestarte Russische invasie van Oekraïne besloten om schaatsers uit Rusland en Wit-Rusland uit te sluiten van deelname aan het WK Sprint.

## Programma
| Programma  | Programma                                                                           | Programma                                                                           | Programma                                                               | Programma                                                                   |
| WK         | donderdag 3 maart                                                                   | vrijdag 4 maart                                                                     | zaterdag 5 maart                                                        | zondag 6 maart                                                              |
| ---------- | ----------------------------------------------------------------------------------- | ----------------------------------------------------------------------------------- | ----------------------------------------------------------------------- | --------------------------------------------------------------------------- |
| Sprint     | 1e 500 meter vrouwen 1e 500 meter mannen 1e 1000 meter vrouwen 1e 1000 meter mannen | 2e 500 meter vrouwen 2e 500 meter mannen 2e 1000 meter vrouwen 2e 1000 meter mannen |                                                                         |                                                                             |
| Allround   |                                                                                     |                                                                                     | 500 meter vrouwen 500 meter mannen 3000 meter vrouwen 5000 meter mannen | 1500 meter vrouwen 1500 meter mannen 5000 meter vrouwen 10.000 meter mannen |
| Teamsprint |                                                                                     |                                                                                     | teamsprint vrouwen teamsprint mannen                                    |                                                                             |

## Klassement

### Mannen
| Rang   | Schaatser                   | Land | 500m       | 1000m        | 500m       | 1000m        | Punten  |
| ------ | --------------------------- | ---- | ---------- | ------------ | ---------- | ------------ | ------- |
| Goud   | Thomas Krol                 | NED  | 35,10 (7)  | 1.08,16 BR   | 35,27 (8)  | 1.08,51 (1)  | 138,705 |
| Zilver | Kai Verbij                  | NED  | 34,83 (4)  | 1.08,94 (4)  | 35,07 (6)  | 1.08,92 (3)  | 138,83  |
| Brons  | Håvard Holmefjord Lorentzen | NOR  | 35,24 (9)  | 1.08,82 (2)  | 35,30 (9)  | 1.08,85 (2)  | 139,375 |
| 4      | Jordan Stolz                | USA  | 35,06 (6)  | 1.09,52 (5)  | 35,06 (5)  | 1.09,21 (4)  | 139,485 |
| 5      | Tatsuya Shinhama            | JPN  | 34,71 (2)  | 1.10,04 (8)  | 34,88 (2)  | 1.10,31 (13) | 139,765 |
| 6      | Piotr Michalski             | POL  | 34,79 (3)  | 1.10,35 (11) | 34,89 (3)  | 1.10,05 (12) | 139,88  |
| 7      | Bjørn Magnussen             | NOR  | 35,12 (8)  | 1.10,53 (15) | 34,96 (4)  | 1.09,91 (10) | 140,30  |
| 8      | David Bosa                  | ITA  | 35,35 (13) | 1.10,06 (9)  | 35,41 (11) | 1.09,42 (5)  | 140,50  |
| 9      | Wataru Morishige            | JPN  | 34,89 (5)  | 1.11,96 (20) | 34,77 (1)  | 1.09,74 (6)  | 140,51  |
| 10     | Tijmen Snel                 | NED  | 35,46 (14) | 1.09,80 (6)  | 35,44 (12) | 1.09,88 (9)  | 140,74  |
| 11     | Damian Zurek                | POL  | 35,29 (12) | 1.10,37 (12) | 35,39 (10) | 1.09,81 (8)  | 140,77  |
| 12     | Henrik Fagerli Rukke        | NOR  | 35,49 (15) | 1.10,13 (10) | 35,46 (13) | 1.09,94 (11) | 140,985 |
| 13     | Nico Ihle                   | GER  | 35,75 (19) | 1.09,83 (7)  | 35,63 (16) | 1.09,77 (7)  | 141,18  |
| 14     | Austin Kleba                | USA  | 35,71 (17) | 1.10,49 (14) | 35,56 (15) | 1.10,58 (14) | 141,805 |
| 15     | Jeffrey Rosanelli           | ITA  | 35,27 (11) | 1.11,36 (19) | 35,24 (7)  | 1.11,46 (18) | 141,92  |
| 16     | Moritz Klein                | GER  | 35,80 (20) | 1.10,76 (16) | 35,50 (14) | 1.10,62 (15) | 141,99  |
| 17     | Mirko Giacomo Nenzi         | ITA  | 35,26 (10) | 1.10,40 (13) | 35,67 (17) | 1.11,82 (19) | 142,04  |
| 18     | Hendrik Dombek              | GER  | 35,74 (18) | 1.10,98 (17) | 35,81 (18) | 1.10,79 (16) | 142,435 |
| 19     | Denis Koezin                | KAZ  | 36,19 (21) | 1.11,31 (18) | 36,02 (20) | 1.11,32 (17) | 143,525 |
| 20     | Marek Kania                 | POL  | 35,66 (16) | 1.12,85 (21) | 35,81 (18) | DNS          | -       |
| 21     | Laurent Dubreuil            | CAN  | 34,58 (1)  | 1.08,85 (3)  | DNS        | 99999        | -       |

BR = Baanrecord
Na dag 1 stond de Canadees Laurent Dubreuil aan de leiding. Echter, na een positieve coronatest voorafgaand aan dag 2, diende Laurent Dubreuil zich terug te trekken voor het vervolg van de competitie.

### Vrouwen
| Rang   | Schaatser              | Land | 500m       | 1000m        | 500m       | 1000m        | Punten  |
| ------ | ---------------------- | ---- | ---------- | ------------ | ---------- | ------------ | ------- |
| Goud   | Jutta Leerdam          | NED  | 38,11 (5)  | 1.14,88 (1)  | 38,11 (4)  | 1.14,96 (1)  | 151,14  |
| Zilver | Femke Kok              | NED  | 37,78 (1)  | 1.15,69 (2)  | 37,93 (1)  | 1.15,33 (2)  | 151,22  |
| Brons  | Vanessa Herzog         | AUT  | 37,93 (2)  | 1.16,42 (4)  | 38,05 (3)  | 1.16,07 (3)  | 152,225 |
| 4      | Andżelika Wójcik       | POL  | 37,94 (3)  | 1.16,98 (5)  | 38,00 (2)  | 1.17,81 (9)  | 153,335 |
| 5      | Kimi Goetz             | USA  | 38,41 (8)  | 1.15,89 (3)  | 39,10 (11) | 1.16,12 (4)  | 153,515 |
| 6      | Michelle de Jong       | NED  | 38,27 (6)  | 1.17,95 (10) | 38,20 (5)  | 1.17,06 (5)  | 153,975 |
| 7      | Rio Yamada             | JPN  | 39,04 (11) | 1.17,04 (6)  | 39,27 (13) | 1.17,35 (7)  | 155,505 |
| 8      | Karolina Bosiek        | POL  | 39,28 (16) | 1.17,61 (8)  | 39,06 (9)  | 1.17,57 (8)  | 155,93  |
| 9      | Ellia Smeding          | GBR  | 39,27 (15) | 1.17,78 (9)  | 39,30 (14) | 1.17,09 (6)  | 156,005 |
| 10     | Martine Ripsrud        | NOR  | 38,86 (10) | 1.18,60 (12) | 39,06 (9)  | 1.17,97 (10) | 156,205 |
| 11     | Arisa Tsujimoto        | JPN  | 38,62 (9)  | 1.19,45 (13) | 39,00 (8)  | 1.19,09 (12) | 156,89  |
| 12     | Maddison Pearman       | CAN  | 40,08 (17) | 1.18,10 (11) | 39,75 (17) | 1.18,10 (11) | 157,93  |
| 13     | Maki Tsuji             | JPN  | 39,04 (11) | 1.20,44 (15) | 39,25 (12) | 1.20,08 (13) | 158,55  |
| 14     | Julie Nistad Samsonsen | NOR  | 39,17 (13) | 1.20,23 (14) | 39,50 (15) | 1.20,12 (14) | 158,845 |
| 15     | Brooklyn McDougall     | CAN  | 39,19 (14) | 1.21,59 (16) | 39,74 (16) | 1.23,21 (15) | 161,33  |
| 16     | Kaja Ziomek            | POL  | 37,94 (3)  | 1.17,53 (7)  | 38,50 (7)  | DNS          | -       |
| 17     | Jekaterina Ajdova      | KAZ  | 38,40 (7)  | DQ           | 38,25 (6)  | 99999        | -       |

DNS = Niet gestart
DQ = Gediskwalificeerd

## IJs- en klimaatcondities

### Mannen
| Datum            | 3 maart | 3 maart | 3 maart | 3 maart | 4 maart | 4 maart | 4 maart | 4 maart |
| Tijd             | 17:59   | 18:22   | 19:23   | 19:51   | 17:58   | 18:20   | 19:23   | 19:52   |
| Luchttemperatuur | 14,5 °C | 14,5 °C | 17,0 °C | 17,0 °C | 17,3 °C | 17,3 °C | 16,9 °C | 16,9 °C |
| IJstemperatuur   | −7,5 °C | −7,5 °C | −8,4 °C | −8,4 °C | −7,6 °C | −7,6 °C | −7,9 °C | −7,9 °C |
| Luchtvochtigheid | 34,0 %  | 34,0 %  | 24,0 %  | 24,0 %  | 15,6 %  | 15,6 %  | 18,0 %  | 18,0 %  |

### Vrouwen
| Datum            | 3 maart | 3 maart | 3 maart | 3 maart | 4 maart | 4 maart | 4 maart | 4 maart |
| Tijd             | 17:30   | 17:51   | 18:39   | 19:04   | 17:30   | 17:52   | 18:39   | 18:59   |
| Luchttemperatuur | 14,5 °C | 14,5 °C | 14,5 °C | 14,5 °C | 17,3 °C | 17,3 °C | 17,3 °C | 17,3 °C |
| IJstemperatuur   | −7,5 °C | −7,5 °C | −7,5 °C | −7,5 °C | −7,6 °C | −7,6 °C | −7,6 °C | −7,6 °C |
| Luchtvochtigheid | 34,0 %  | 34,0 %  | 34,0 %  | 34,0 %  | 15,6 %  | 15,6 %  | 15,6 %  | 15,6 %  |